# N248 (België)
De N248 is een gewestweg in Brussel, België tussen de R20 en de R21 in Elsene. De weg heeft een lengte van ongeveer 3 kilometer.
Tussen de N228 en de R21 ligt de weg langs de spoorlijn en liggen de stations Mouterij en Etterbeek hieraan.
De gehele weg draagt de straatnaam Troonstraat en Kroonlaan. De gehele weg bestaat uit twee rijstroken voor beide rijrichtingen samen, op de Troonstraat is echter geen belijning midden op de weg aanwezig en een deel van de Kroonlaan bevat ook aparte rijstroken voor bussen.

## N248a
De N248a is een 950 meter lange aftakking van de N248 in Brussel. De weg verbindt de N248 met de R20 via het treinstation Brussel-Luxemburg en gaat over de Idaliestraat, Trierstraat en Luxemburgstraat.